# Anaptychia ciliaris
Anaptychia ciliaris ist eine in Deutschland selten gewordene Flechtenart (gelegentlich auch als Wimpernflechte oder Graue Wimpernflechte bezeichnet).

## Beschreibung

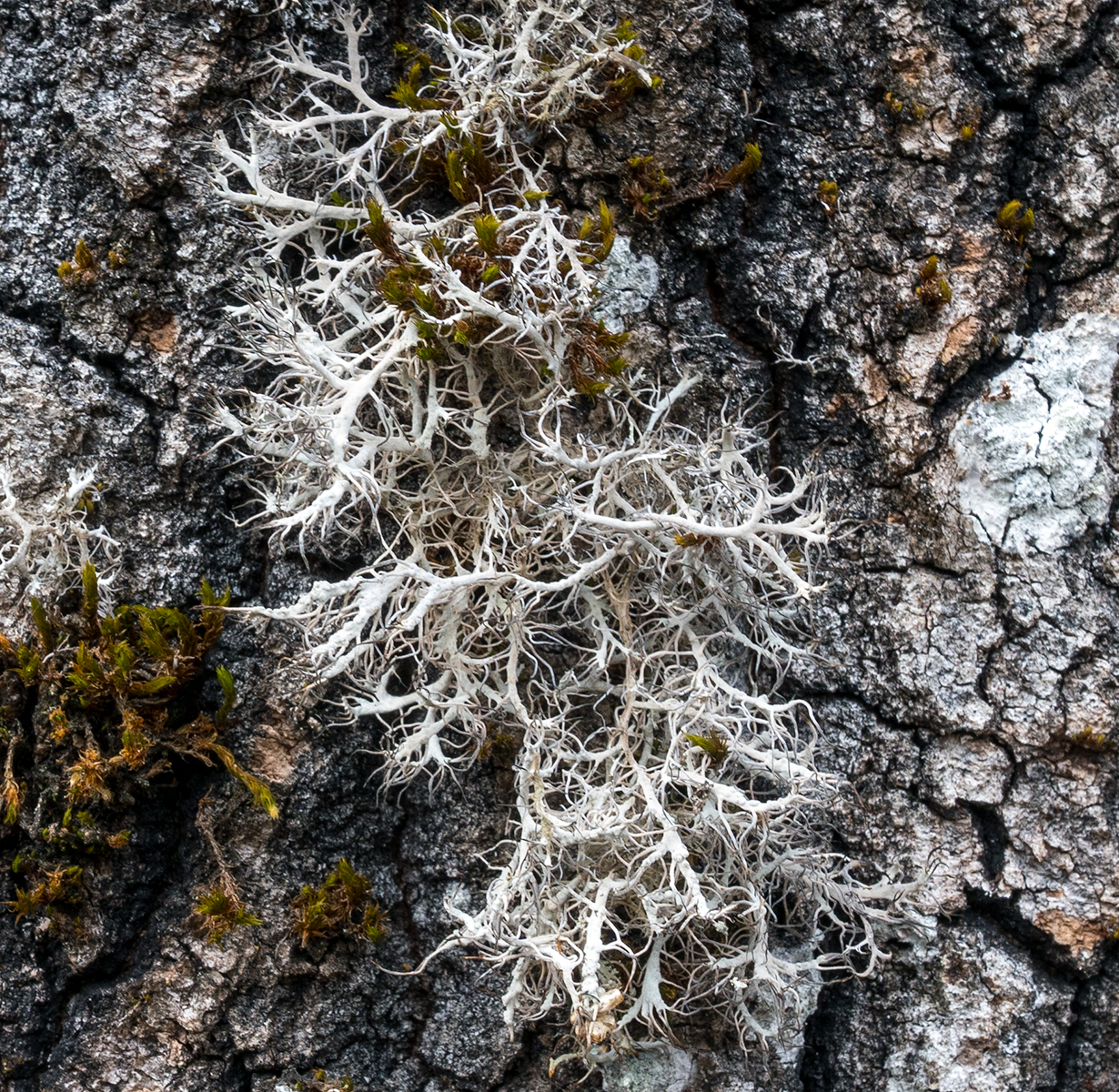
Wimpernflechte (Anaptychia ciliaris)

Die Art bildet bis 20 cm breite, rosettenförmige Polster. Die fast strauchig abstehenden, schmalen Lagerabschnitte sind grau bis braun, 1 bis 2 mm breit und am Rand mit grau-schwärzlichen Wimpern besetzt. In gut entwickeltem Zustand werden zahlreiche, häufig etwas gestielte Fruchtkörper (Apothecien) mit braun-schwarzer Scheibe ausgebildet, die anfangs oft bereift sind.

## Verbreitung
Anaptychia ciliaris kommt auf mineralreicher, eher basischer, rissiger Borke von bevorzugt alten, freistehenden Laubbäumen vor, nur sehr selten auf Gestein. Ihr europäisches Areal reicht von den Gebirgen der Mittelmeerländer bis ins südliche Skandinavien.
In Deutschland früher häufig, ist die Art heute als Folge von Luftverunreinigungen im Tiefland sehr selten geworden und dort allenfalls in Kümmerform anzutreffen. So wird sie z. B. in der Roten Liste Nordrhein-Westfalens in der Gefährdungskategorie 1 (vom Aussterben bedroht) geführt, in Baden-Württemberg in Kategorie 2 (stark gefährdet). In den höheren Lagen der mitteleuropäischen Gebirge ist sie regional noch häufiger vorhanden.